# Anchiphyllia declinaria
Anchiphyllia declinaria är en fjärilsart som beskrevs av Feld 1875. Anchiphyllia declinaria ingår i släktet Anchiphyllia och familjen mätare. Inga underarter finns listade i Catalogue of Life.